# Шнекороторный экскаватор
Шнекоро́торный экскава́тор (шнекоро́торный каналокопа́тель) — экскаватор непрерывного действия, одна из разновидностей каналокопателя. Представляет собой роторный траншейный экскаватор, оснащённый дополнительной парой шнековых рабочих органов для разработки откосов отрываемой траншеи. Предназначен для отрывки оросительных каналов и траншей глубиной до 3 метров и площадью поперечного сечения до 20 м².

## Устройство
Рабочее оборудование шнекороторного экскаватора состоит из ротора, вращающегося в плоскости, параллельной отрываемой траншеи, и двух вращающихся конических шнеков, расположенных симметрично относительно ротора и под наклоном к нему. Оснащённый ковшами ротор отрывает по оси канала опережающую траншею. Шнеки, снабжённые режущими элементами, разрабатывают откосы канала, смещая при этом грунт вниз к ковшам ротора. Разработанный шнеками грунт захватывается ковшами и извлекается из траншеи. Вблизи верхнего положения грунт разгружается из ковшей на ленточные транспортёры. В отличие от многих роторных траншейных экскаваторов, выгружающих грунт в одну сторону от траншеи с помощью единственного ленточного транспортёра, шнекороторные экскаваторы выгружают грунт одновременно в два отвала по обе стороны канала с помощью пары транспортёров; это связано с больши́ми объёмами грунта, разрабатываемого на откосах канала. Изменением углов установки шнеков может быть изменена крутизна откосов и, вместе с ней, ширина отрываемого канала. Расположение отвалов может регулироваться изменением угла установки транспортёров.
Примером шнекороторного канавокопателя является модель ЭТР-206 (производства Брянского завода ирригационных машин). Тягач каналокопателя унифицирован с роторным экскаватором ЭТР-204 и представляет собой переоборудованный базовый трактор Т-130Г-1. Полуприцепное оборудование ЭТР-206 в значительной степени унифицировано с оборудованием ЭТР-201Б. Диаметр ротора 3,56 метров, ширина 1,2 метра, ротор снабжён 14 ковшами объёмом по 140 литров. Шнековые откосники машины имеют наибольший диаметр 1,15 метров и вращаются с частотой 30 об/мин. Полная масса машины — 35 тонн (из них тягач 21 тонна и противовес 1 тонна), длина в транспортном положении 12 метров.
К шекороторным каналокопателям относится также экскаватор ЭТР-301, производившийся Брянским заводом ирригационных машин и являвшийся самым большим советским экскаватором этого типа. Экскаватор предназначался для отрывки оросительных каналов глубиной до 3 метров и шириной до 13,5 метров (ширина по дну 2,5 метров). Экскаватор представлял собой прицепное оборудование к перекомпонованному базовому трактору Т-180Г, выступавшему в роли тягача. При буксировке экскаватор опирался на шесть колёс с пневматическими шинами (четыре позади экскаватора на дне канала и два впереди на поверхности земли). Машина оборудовалась электрическим приводом, на раме тягача располагалась дизель-электростанция мощностью 200 кВт (270 л. с.). Диаметр ротора составлял 5,1 метр, ширина 1,54 метра, на роторе располагалось 16 ковшей ёмкостью по 190 литров. Наибольший диаметр шнековых откосников — 1,4 метра. Производительность машины составляла до 1000 м³/час в грунтах I категории и до 550 м³/час в грунтах II категории. Экскаватор также снабжался автоматической системой поддержания глубины и уклона дна канала. Полная масса машины достигала 77 тонн (из них 28 тонн — масса тягача), длина с тягачом — 24 метра.

### Индексы
Советские и российские шнекороторные экскаваторы имеют те же обозначения, что цепные и роторные траншейные экскаваторы, а именно ЭТР-XXYYАА.
Сочетание ЭТР означает, Экскаватор Траншейный Роторный. Вслед за буквенным обозначением следует сочетание из 3 цифр, за которыми могут следовать буквы. Первые две цифры XX означают глубину копания в дециметрах, последняя цифра Y — номер модели; первая буква (А, Б, В…) означает очередную модернизацию. Таким образом, ЭТР-201Б расшифровывается как «экскаватор траншейный роторный, глубина копания до 2 метров, первая модель, вторая (Б) модернизация».